# 渡名喜元完
渡名喜 元完（となき げんがん、1884年〈明治17年〉10月30日 - 1997年〈平成9年〉1月24日）は、男性長寿日本一だった沖縄県の男性。

## 人物
沖縄県島尻郡佐敷町（現・南城市）出身。21歳の時アメリカ・ハワイ州に移り、製糖工場に勤務。1917年に帰郷し、89歳まで農業を務めた。97歳まで台風後の屋根の修理をしていたという。「グヮングヮンタンメー」という愛称で親しまれた。2男4女がいたが、いずれも先立たれた。晩年は亡くなった次男の妻と同居し、1993年12月から次男の妻が病気になったことで入院していた。
1991年9月28日、岡儀平の死去により106歳333日で日本男性最高齢となる。
107歳時点では、目と耳が不自由でほとんど自宅で過ごしていたが、琉球の踊り「カチャーシー」や、三味線の型を披露するなど元気であった。酒もたばこもやらず甘い物を好み、食事では必ず豆の甘煮を食べていた。「アメリカにも行ったし、思い残すことはない」とし、「お天道さまに従うまで。良い心を持つと長生きする。仁徳天皇が目標だが、体は上等なので世界一まで生きたい」と話した。
確証ある日本人男性として、初めて111歳、次いで112歳の誕生日を迎えた。また死亡時点でクリスチャン・モーテンセンとジョンソン・パークスに次ぐ世界で3番目に高齢の男性であった。
1997年1月24日、老衰のため北中城村の病院で112歳86日で死去。